# SIGMET
SIGMET (Significant Meteorological Information) — одна из форм распространения авиационной метеорологической информации, применяемых при обслуживании воздушных судов в полёте.
Сообщения SIGMET содержат предупреждения об опасных метеорологических явлениях, наблюдаемых или ожидаемых в пределах конкретного Района Полетной Информации (РПИ). Сообщение выпускается Органом Метеорологического Слежения (ОМС), обслуживающего данный РПИ, и с наивысшей срочностью рассылается средствами электросвязи заинтересованным органам. Конечным потребителям (экипажам воздушных судов) информация SIGMET поступает через радиовещательные передачи VOLMET, по каналам передачи данных D-VOLMET, по каналам связи с органами ОВД или в процессе предполётных консультаций на АМСГ.
Существует три типа сообщений SIGMET:
- об особых метеоявлениях;
- о вулканическом пепле;
- о тропических циклонах.

Наиболее распространены сообщения первого типа. Они выпускаются в связи с грозами, сильной турбулентностью, сильным обледенением, горными волнами, пыльными и песчаными бурями, радиоактивным облаком.
Первый раздел сообщения — заголовок, идентифицирующий рассылку. Второй раздел содержит информацию об ответственном органе ОВД, порядковом номере выпущенного этим органом сообщения SIGMET и о периоде действия (день-время начала и день-время конца интервала, к которому отнесено предупреждение).
Основное содержание сообщения включено в третий раздел:
— индекс и название РПИ, к территории которого относится предупреждение;
— кодированное описание явления;
— информация о том, наблюдается или прогнозируется явление. При этом возможно наличие дополнительного указателя времени;
— уточняющая информация о горизонтальных границах расположения области;
— уточняющая информация о вертикальных границах;
— информация о наблюдаемом или ожидаемом перемещении;
— информация об ожидаемом изменении интенсивности.
Действие сообщения прекращается либо в связи с истечением периода действия, заявленного во втором разделе, либо путём выпуска отменяющего сообщения.
Между документами ИКАО и нормативными документами РФ присутствуют расхождения, включённые в Сборник Аэронавигационной Информации в связи с особенностями организации воздушного движения в российском регионе, например в части касающейся правил представления информации о границах расположения областей описываемого явления.